# Richard Armitage (színművész)
Richard Crispin Armitage (Huncote, 1971. augusztus 22. –) angol színész.
Eredetileg színházi színésznek készült, de a filmezés világában kötött ki.
2004-ben tett szert hírnévre a BBC Észak és Dél című sorozatának főszereplőjeként. Világszerte A hobbit-sorozat filmjeinek köszönhetően lett ismert, melyben a törpkirály Tölgypajzsos Thorint alakította. Szerepelt továbbá többek között az Amerika Kapitány: Az első bosszúálló című blockbusterben is egy kisebb antagonistaszerepben, illetve a 2006-os Robin Hood tévésorozatban. 2020-ban Az idegen Netflix-sorozat főszereplőjeként volt látható.
Bariton hanggal rendelkezik, rendszeresen szinkronizál is.

## Filmográfia

### Film
| Év   | Magyar cím                           | Eredeti cím                               | Szerep                   | Magyar hang     |
| ---- | ------------------------------------ | ----------------------------------------- | ------------------------ | --------------- |
| 1999 | Star Wars I. rész – Baljós árnyak    | Star Wars: Episode I – The Phantom Menace | Naboo vadászpilóta       |                 |
| 1999 |                                      | Staged                                    | Daryl Newman             |                 |
| 1999 | A szerelem forgandó                  | This Year's Love                          | Önelégült férfi a partin |                 |
| 2005 | Kihűlve                              | Frozen                                    | Steven                   |                 |
| 2011 | Amerika Kapitány: Az első bosszúálló | Captain America: The First Avenger        | Heinz Kruger             | Széles Tamás    |
| 2012 | A hobbit: Váratlan utazás            | The Hobbit: An Unexpected Journey         | Tölgypajzsos Thorin      | Széles Tamás    |
| 2013 | A hobbit: Smaug pusztasága           | The Hobbit: The Desolation of Smaug       | Tölgypajzsos Thorin      | Széles Tamás    |
| 2014 | A hobbit: Az öt sereg csatája        | The Hobbit: The Battle of the Five Armies | Tölgypajzsos Thorin      | Széles Tamás    |
| 2014 | A vihar magja                        | Into the Storm                            | Gary Fuller              | Széles Tamás    |
| 2014 |                                      | The Crucible                              | John Proctor             |                 |
| 2015 |                                      | Urban and the Shed Crew                   | Chop                     |                 |
| 2016 | Alice Tükörországban                 | Alice Through the Looking Glass           | Oleron király            | Kautzky Armand  |
| 2016 | Lángoló agy                          | Brain on Fire                             | Tom Cahalan              | Kárpáti Levente |
| 2017 | Alvajáró                             | Sleepwalker                               | Dr. Scott White          |                 |
| 2017 | Az ereklye                           | Pilgrimage                                | Sir Raymond De Merville  |                 |
| 2018 | Ocean’s 8 – Az évszázad átverése     | Ocean's 8                                 | Claude Becker            | Fekete Ernő     |
| 2019 | Az én Zoém                           | My Zoe                                    | James                    | Széles Tamás    |
| 2019 | Téli menedék                         | The Lodge                                 | Richard                  | Welker Gábor    |
| 2021 | Az űrsepregetők                      | Space Sweepers                            | James Sullivan           |                 |
| 2022 |                                      | The Man from Rome                         | Quart atya               |                 |
| 2023 |                                      | The Boy in the Woods                      | Jasko                    |                 |

### Televízió
| Év        | Magyar cím                        | Eredeti cím                                | Szerep                         | Megjegyzések                                          |
| --------- | --------------------------------- | ------------------------------------------ | ------------------------------ | ----------------------------------------------------- |
| 1992      |                                   | Boon                                       | férfi a kocsmában              | 1 epizód                                              |
| 1999      | Kleopátra                         | Cleopatra                                  | Epiphanes                      | minisorozat                                           |
| 2001      |                                   | Macbeth                                    | Angus                          | tévéfilm                                              |
| 2001      | Doktorok                          | Doctors                                    | Dr. Tom Steele                 | 2 epizód                                              |
| 2001      | Baleseti sebészet                 | Casualty                                   | Craig Parker                   | 1 epizód                                              |
| 2002      | A Sparkhouse-farm                 | Sparkhouse                                 | John Standring                 | tévéfilm                                              |
| 2002–2010 | Kémvadászok                       | Spooks                                     | degyveres rendőr / Lucas North | 26 epizód                                             |
| 2003      |                                   | Cold Feet                                  | Lee Preston                    | 6 epizód                                              |
| 2003      |                                   | Ultimate Force                             | Ian Macalwain kapitány         | 5 epizód                                              |
| 2003      |                                   | Between the Sheets                         | Paul Andrews                   | minisorozat                                           |
| 2004      | Észak és Dél                      | North & South                              | John Thornton                  | - minisorozat - magyar hangja: - Fekete Ernő          |
| 2005      | Linley felügyelő nyomoz           | The Inspector Lynley Mysteries             | Philip Turner                  | 1 epizód                                              |
| 2005      |                                   | Malice Aforethought                        | William Chatford               | tévéfilm                                              |
| 2005      |                                   | The Golden Hour                            | Dr. Alec Track                 | 4 epizód                                              |
| 2005      | ShakespeaRe-Told                  | ShakespeaRe-Told                           | Peter Macduff                  | - 1 epizód - magyar hangja: - Seszták Szabolcs        |
| 2006      | Az impresszionisták               | The Impressionists                         | Claude Monet fiatalon          | minisorozat                                           |
| 2006      |                                   | CBeebies: Bedtime Hour                     | önmaga                         | 5 epizód                                              |
| 2006–2007 | A Dibley-i lelkész                | The Vicar of Dibley                        | Harry Kennedy                  | 3 epizód                                              |
| 2006–2009 | Robin Hood                        | Robin Hood                                 | Guy of Gisborne                | - 37 epizód - magyar hangja:[forrás?] - Sótonyi Gábor |
| 2007      |                                   | Inspector George Gently                    | Ricky Deeming                  | 1 epizód                                              |
| 2007      |                                   | Miss Marie Lloyd – Queen of The Music Hall | Percy Courtenay                | tévéfilm                                              |
| 2007      | Agatha Christie: Marple           | Agatha Christie's Marple                   | Philip Durrant                 | - 1 epizód - magyar hangja: - Fekete Ernő             |
| 2010–2011 | Válaszcsapás                      | Chris Ryan's Strike Back                   | John Porter                    | - főszereplő - magyar hangja:[forrás?] - Fekete Ernő  |
| 2015      | Hannibal                          | Hannibal                                   | Francis Dolarhyde              | 6 epizód                                              |
| 2016–2019 | Berlini küldetés                  | Berlin Station                             | Daniel Miller                  | - főszereplő - magyar hangja:[forrás?] - Fekete Ernő  |
| 2017–2021 | Castlevania – Démonkastély        | Castlevania                                | Trevor Belmont (hangja)        | 32 epizód                                             |
| 2021      | Az idegen                         | The Stranger                               | Adam Price                     | minisorozat                                           |
| 2022      | Maradj mellettem                  | Stay Close                                 | Ray Levine                     | minisorozat                                           |
| 2023      | Rögeszme                          | Obsession                                  | William Farrow                 | - minisorozat - magyar hangja: - Fekete Ernő          |
| 2024      | Nem versz át                      | Fool Me Once                               | Joe Burkett                    | 7 epizód                                              |
| 2024      | Red Eye – Halálos repülés         | Red Eye                                    | Dr Matthew Nolan               | főszereplő                                            |
| 2024      | Tomb Raider: Lara Croft legendája | Tomb Raider: The Legend of Lara Croft      | Charles Devereaux (hangja)     | - 7 epizód - magyar hangja: - Király Attila           |
| 2025      | Hiányzol                          | Missing You                                | Ellis Stagger őrmester         | - 5 epizód - magyar hangja: - Széles Tamás            |